# بيت بحير (جبلة)

تعديل مصدري - تعديل

بيت بحير محلة تابعة لقرية جبل قماش، التابعة لعزلة الاصابح بمديرية جبلة إحدى مديريات محافظة إب في الجمهورية اليمنية، بلغ تعداد سكانها 78 حسب تعداد اليمن لعام 2004.